# Ровиго
За провинцията вижте Ровиго (провинция).
Ровѝго (на италиански: Rovigo) е град и община в североизточна Италия, административен център на провинция Ровиго в регион Венето. Разположен е на 7 m надморска височина. Населението на града е 53 458 души (към март 2010).

## География
Ровиго се намира на 75 километра югозападно от Венеция, на 40 километра южно от Падуа.

## Личности
- Родени в Ровиго
  - Джовани Миани (1810-1872) – пътешественик
  - Марко Бианчини (1875-1961) – психиатър

## Побратимени градове
- Тулча, Румъния